# ETN
ETN（Exchange-Traded Note）は、上場担当銀行などが発行する上位、無担保、優先債務証券である。他の債務証券のように、ETN は満期日があり、発行者の信用によってのみバックされる。
ETN は近年「上場投資証券」、「指標連動証券」と訳されている。なおヨーロッパでは Listed Certificates と呼ばれている。
ETN は投資家に対し様々な市場のベンチマークの利益へのアクセスを供給するように設定されている。ETN の利益は通常、市場のベンチマークまたは戦略の実行に関連づけられ、投資家の手数料はより少ない。投資家がある ETN を購入する時、発行者は指数に反映された額を支払う約束をし、満期時に手数料を差し引く。そのようにして ETN はETF（上場投資信託）に比べて追加的リスクがある。信用格付けの低減による価値下落、さらに発行者が破綻した場合、ETN の価値は侵害されていく。つまり ETF には現物の裏づけがあるのに対して、ETN には現物の裏づけがない。
このようなリスクを回避するために、東証では、純資産額 5,000億円以上であること、自己資本比率が 8％を上回っていること、信用格付けが A- 同等以上であることなどの上場・廃止基準を発行者に要求している。
市場のベンチマークの実行に関連しながら、ETNは普通株またはインデックスファンドではないが、後者のいくつかの特性を有する。普通株のように、ETN は取引所で取引され、売り建てすることができる。インデックスファンドのように、それはベンチマーク指数の利益に関連づけられる。しかし債務証券として、ETN は実際には追跡するものを何も所有しない。
最初のETNは、「iPath Exchange-Traded Notes」として売り出され、2006年6月12日にバークレイズにより発行された。これはまもなくベアー・スターンズ、ゴールドマン・サックス、スウェーデン輸出信用銀行が後に続いた。2008年に、更に新たな発行者が独自の商品を携えその市場に参入した。これらに含まれるのはBNPパリバ、ドイツ銀行、UBS、リーマン・ブラザーズ、モルガン・スタンレー、クレディ・スイスである。2008年4月の時点では、異なる指数を追跡する9つの発行者からの56の ETN があった。ETNの人気は主に投資家に提供する利益によるものである。
東証では2014年11月の時点で、2つの管理会社から27 銘柄が上場されていた。

## 注・典拠
1. ↑  東証公式ETF･ETNガイドブック 2015年2月版（2014年2月27日日本取引所グループ編集・発行 ISBN 978-4990819200）。PDF版、他に同じタイトルで 2014年3月19日東京証券取引所編集・発行のバージョンあり。
2. ↑  東証公式ETF･ETNガイドブック 4.1（2014年3月19日東京証券取引所発行）
3. ↑  最新情報は、東証公式 ETF・ETN 名鑑2014年12月版 （2015年3月9日株式会社東京証券取引所発行 ISBN 978-4990819217）参照。